# Ernest Bichat
Pour les articles homonymes, voir Bichat.
Ernest-Adolphe Bichat, souvent nommé Ernest Bichat, né le 17 septembre 1845 à Lunéville et mort le 26 juillet 1905 à Nancy, est un physicien français, membre du Conseil supérieur de l'Instruction publique, président du Conseil général de Meurthe-et-Moselle, doyen de la Faculté des sciences et correspondant de l'Institut.

## Biographie
Ernest-Adolphe Bichat est né le 17 septembre 1845 à Lunéville fils d'Ernest Bichat, jardinier, et de Barbe Luce Jeanroy son épouse.
Ernest Bichat se montre un brillant élève, d'abord à l'école de Flainval, puis au collège de Lunéville. Il prépare ensuite son baccalauréat à Nancy, avant d'être reçu au concours de l'École normale supérieure en 1866.
Il épouse, le 31 juillet 1872 à la mairie du cinquième arrondissement de Paris, Marie Eugénie Hélène Bertin-Mourot, fille de son directeur de thèse. Le couple a pour témoins Henri Sainte-Claire Deville chimiste, Ernest Bersot philosophe et Victor Duruy ancien ministre de l'instruction publique tous les trois de l'Institut de France ainsi que Louis Pasteur,. Le couple a trois enfants :
- Albert, né en 1873 à Paris, militaire chef d'état major décédé dans la Somme en 1916[5], chevalier de la Légion d'honneur[6].
- Henry, né en 1877 à Nancy, médecin, maire de Lunéville, conseiller général de Meurthe-et-Moselle, officier de la Légion d'Honneur[7].
- Hélène-Jeanne, née en 1879 à Nancy, épouse de militaire devenue après son veuvage Supérieure de l'hospice des Dames du calvaire à Paris, chevalier de la Légion d'honneur[8].

Il entre en politique en 1880 en se faisant élire conseiller général du canton de Lunéville-Nord. C'est alors un républicain convaincu, hostile à la monarchie et partisan des libertés issues de la Révolution française. Il est conseiller municipal de Nancy de 1886 à 1892 et il est entre 1892 et 1895 président du Conseil général de Meurthe et Moselle. Il en est encore vice-président à sa mort.
En 1889, avec d'autres personnalités nancéiennes, Bichat participe à la création du quotidien nancéien L'Est républicain, qui est alors un petit journal républicain fondé pour combattre le boulangisme,. Il reste administrateur du quotidien jusqu'à sa mort.
À sa mort, le quotidien messin et catholique Le Lorrain le présente comme le « chef incontesté du parti opportuniste anticlérical de l'arrondissement de Lunéville » et se réjouit de son évolution ultérieure qui l'amène à recevoir « les sacrements de l'Église » à son décès à Nancy le 26 juillet 1905. Il est demeuré un républicain ferme mais modéré et libéral selon L'Est républicain.
Officier de l'Instruction publique, il est membre du Conseil supérieur de l'Instruction publique pendant de nombreuses années puis nommé correspondant de l'Académie des Sciences pour la section physique générale en 1893 jusqu'à son décès.
Chevalier en 1892, il est promu officier de la Légion d'honneur en 1900.

### Sa carrière scientifique
Grâce à l'ouverture progressive à l'enseignement apportée par la République, il accède à l'enseignement supérieur alors qu'il est issu d'une famille d'origine modeste. Après avoir obtenu le baccalauréat ès-Sciences en 1863, il entre en classe de Mathématiques spéciales au lycée de Nancy avec son camarade Gaston Floquet futur mathématicien et suivent ensemble les cours de chimie de Camille Forthomme (de) qu'ils retrouveront plus tard en faculté des sciences comme collaborateur. Il doit renoncer à l'entrée de Polytechnique pour raison de santé et entre alors à l'École normale supérieure en section Sciences en 1866 où Augustin Bertin-Mourot (de) l'oriente vers la physique. En 1869, il est reçu premier au concours de l'agrégation de sciences physiques. Il y fréquente assidument la famille Bertin-Mourot et y rencontre Louis Liard, futur directeur de l'enseignement supérieur, ainsi que Louis Pasteur qui a toujours son laboratoire rue d'Ulm.
Bichat est successivement professeur au lycée de Poitiers (1869-1871), agrégé, préparateur à l'École normale supérieure (1871-1874), professeur au lycée de Versailles (1874-1876), professeur au lycée Henri-IV en 1876, avant d'être nommé à la Faculté des Sciences de Nancy.

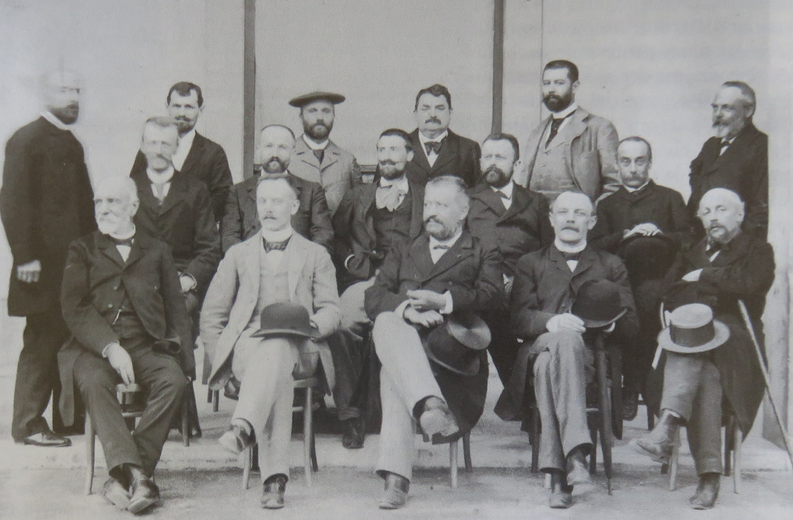
Ernest Bichat, au centre de la photographie accompagné par d'autres professeurs de la faculté de sciences vers 1899-1900

Chargé d'abord d'un cours de physique à l'Université de Nancy en octobre 1876 puis nommé professeur l'année suivante, au lieu de viser une évolution de sa carrière vers une très probable élection à la Sorbonne, Bichat décide, contrairement à la majorité des jeunes savants de l'époque, à s'enraciner dans cette université de province qu'il sert comme doyen de la faculté des sciences de 1888 jusqu'à sa mort en 1905
.
Avec le chimiste Albin Haller et le soutien du chimiste belge Ernest Solvay, il crée l'institut électrotechnique au sein de la faculté des sciences de Nancy qui devient en 1948 l'École nationale supérieure d'électricité et de mécanique de Nancy (ENSEM),. Il inaugure ainsi une nouvelle conception de l'enseignement des sciences appliquées, fondée sur la juxtaposition d'instituts spécialisés, plutôt que sur la création de diplômes de spécialités ou d'un grand institut polytechnique.
À l'occasion des manifestations du cinquantenaire de la Faculté des sciences en 1904, le doyen Ernest Bichat présente aux personnalités présentes, avec tous ses collègues, les locaux de l'Institut chimique, de l'École de brasserie et le nouvel Institut électrotechnique créés pendant ses décanats ; sans omettre la station météorologique fondée en 1878 avec E. Bichat comme président de la commission météorologique départementale.
Bien que malade, il travaille sur les plans de l'Institut de mathématiques et de physique fondé en 1902 et inauguré trois trois ans après sa mort en 1908. Union et collaboration de la science et de l'industrie ! était sa devise et son idée dominante de vie de doyen.

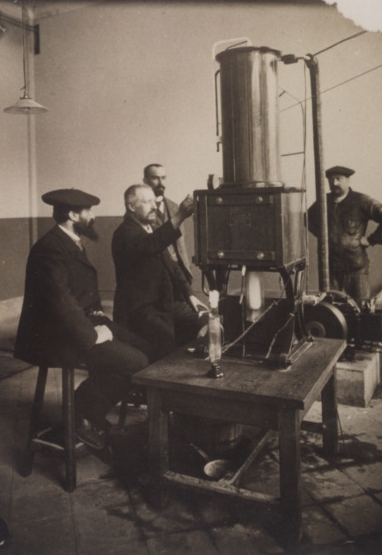
Ernest Bichat devant un électromètre (René Blondlot est en arrière-plan)

### Ses travaux
Ses travaux de thèse, publiés en 1873-1874, concernent des « Recherches sur la polarisation rotatoire magnétique » qu'il applique aux hyposulfates.
Il mène également des études dans le domaine de l'électrostatique en 1885. On se souvient de lui pour avoir construit un électromètre absolu en 1886, avec René Blondlot,.
Il mène de nombreux travaux et publie avec d'autres chercheurs, comme en 1881 avec Marcel Brillouin ceux sur les machines magnéto-électriques et dynamo-électriques, en 1888 avec Antoine Guntz sur les décharges électriques et entre 1882 et 1888 avec René Blondlot essentiellement sur l'électrostatique. Il poursuit son intérêt sur le pouvoir rotatoire et publie une « Théorie sur la polarisation rotatoire » en 1892.
Bichat se laisse entrainer par l'erreur de René Blondlot sur la prétendue découverte du rayon N et tente d'expliquer en 1904 la transmission des rayons par des fils.

## Publications
- Recherches sur la polarisation rotatoire magnétique, 1873-1874 (thèse de doctorat) Texte disponible en ligne sur Annales Scientiques de l’É.N.S.
- Le Pouvoir rotatoire des hyposulfates, par E. Bichat, Paris : impr. de Stalin et Laboure, (1874)
- Phénomènes d'induction statique produits au moyen de la bobine de Ruhmkorff, par E. Bichat, Paris : impr. de Stalin et L. Boure, (1874)
- Sur la mesure de la vitesse du son, par E. Bichat, Journal de physique, 7, 330-331 (1878)
- Pouvoir rotatoire magnétique des liquides et de leurs vapeurs, par E. Bichat, Journal de physique, 9, 275-280 (1880)[32]
- Introduction à l'étude de l'électricité statique, par M. E. Bichat et M. René Blondlot, Paris : Gauthier-Villars, (1885). Texte disponible en ligne sur IRIS
- Sur un électromètre absolu, à indications continues, par E. Bichat et R. Blondlot, J. Phys. Theor. Appl.,1886, 5 (1), pp.325-328. (1886)[31]
- Action de la lumière sur la décharge disruptive, par M. E. Bichat, Nancy : impr. de Berger-Levrault, (1891)
- Sur la Résistance électrique des dissolutions d'acide tartrique et des tartrates, par M. E. Bichat, Nancy : impr. de Berger-Levrault, (1891)
- Sur une Théorie de la polarisation rotatoire, par M. E. Bichat,..., Paris : G. Carré, 1892
- Sur le Pouvoir inducteur spécifique, par M. E. Bichat, Nancy : impr. de Berger-Levrault, (1896)
- Sur le mécanisme de la transmission des rayons N par des fils de différentes substances, par E. Bichat, Paris, Comptes Rendus de l'Académie des Sciences, vol 138, 1904, p329-331
- Sur la transparence de certains corps pour les rayons N, par E. Bichat, Paris, Comptes Rendus de l'Académie des Sciences, vol 138, 1904, p548-550, (1904)
- de nombreuses communications aux Comptes rendus de l’Académie des sciences et au Bulletin de la Société des sciences de Nancy, à retrouver sur «Facultés et Université de Nancy aux 19e-20e siècles» en ligne sur histoire-universite-nancy.fr.

## Hommages

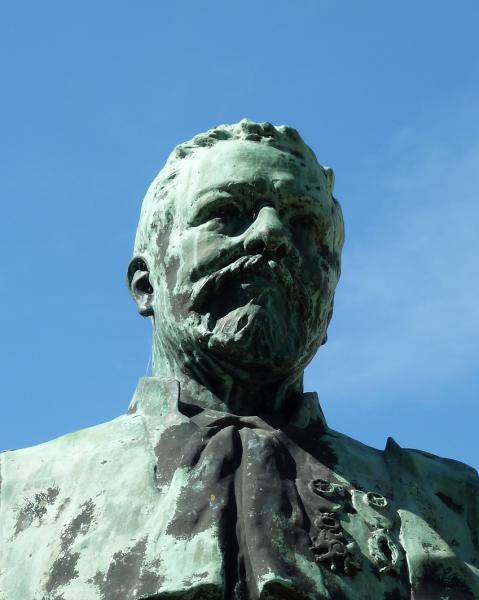
Buste d'Ernest Bichat

- Un square de la ville de Nancy, porte son nom avec sa statue.
- Un monument avec son buste, réalisé par Ernest Bussière[33], est érigé en 1911 place Stanislas à Lunéville[34].
- Une rue à Nancy et une autre à Lunéville honorent Ernest Bichat.
- La cité scolaire E. Bichat de Lunéville regroupe le lycée "Ernest Bichat" et le collège "Ernest Bichat" qui lui sont dédiés . Voir le site du lycée en ligne.